# Stefan Siwiec
Stefan Siwiec, także Stefan Schiwietz (ur. 23 sierpnia 1863 w Miasteczku Śląskim, zm. 26 kwietnia 1941 w Rybniku) – polski ksiądz katolicki, doktor teologii, historyk Kościoła wschodniego, dyrektor gimnazjum w Rybniku.
Urodził się 23 sierpnia 1863 w Miasteczku Śląskim. Gimnazjum ukończył w Bytomiu w 1881. Oprócz filozofii i teologii studiował języki wschodnie, najpierw we Wrocławiu, następnie w Innsbrucku, rok alumnatu spędził we Freising w Bawarii.
Święcenia kapłańskie przyjął 26 czerwca 1886. Od 1 września 1886 był wikarym w Toszku. 18 grudnia 1889 został zatrudniony jako nauczyciel  w gimnazjum w Raciborzu. 9 marca 1896 uzyskał stopień doktora na podstawie pracy De S. Theodoro Studita, reformatore monachorum Basilianorum. Trzykrotnie otrzymywał propozycję objęcia katedry uniwersyteckiej. 1 lipca 1922 został mianowany p.o. dyrektora Państwowego Gimnazjum w Rybniku, a od 1 marca 1925 był dyrektorem. Był konsultorem diecezjalnym, inspektorem nauki religii w województwie śląskim (1926). 16 czerwca 1926 wybrano go na kanonika honorowego kapituły katowickiej.
Po czterdziestu latach pracy w szkolnictwie w 1929 przeszedł na emeryturę. Wolny czas wykorzystał na pogłębienie studiów, odwiedzając prawie wszystkie większe biblioteki w Europie i na bliskim Wschodzie, gdzie szukał źródeł i materiałów do swoich prac naukowych. Jest autorem fundamentalnej pracy nt. dziejów monastycyzmu w Kościele pt. Das morgenländische Mönchtum.
Zmarł 26 kwietnia 1941 w Rybniku. Został pochowany na cmentarzu w Knurowie.